# شادکام (رود)
رود شادکام نام یکی از رودخانه‌های اقلید می‌باشد.

## جغرافیا
این رودخانه که در گذشته به نام رودخانه ساریاتن مشهور بود، از چشمه‌ای به همین نام در ارتفاعات کوه آلمالیجه سرچشمه می‌گیرد و پس از آبیاری دشت نمدان، به دریاچه کافتر می‌ریزد.